# Vriesea andreettae
Vriesea andreettae är en gräsväxtart som beskrevs av Werner Rauh. Vriesea andreettae ingår i släktet Vriesea och familjen Bromeliaceae. Inga underarter finns listade i Catalogue of Life.